# Windows 9x
Windows 9x je obecný pojem, který odkazuje na operační systémy Microsoft Windows, které jsou založeny na rozšířeném jádru operačního systému Windows 95. Tento pojem zahrnuje verze Windows 95, Windows 98 a Windows Me.
Windows 9x je převážně známý pro své použití na stolních počítačích. V roce 1998 Windows tvořily 82 % podílu operačních systémů na trhu.
Interní verze Windows 9x je 4.x. Interní verze pro Windows 95, 98 a Me jsou 4.0, 4.1 a 4.9. Předchozí verze systému Windows založené na systému MS-DOS používaly čísla verzí 3. 2 nebo nižší. Windows NT, který byl zaměřen na profesionální uživatele, jako jsou sítě a podniky, používal podobné, ale samostatné číslo verze mezi 3.1 a 4.0. Všechna vydání systému Windows od systému Windows XP a dále jsou založena na kodexu Windows NT.

## Design

### Jádro
Windows 9x je řada hybridních 16-/32bitových operačních systémů. Stejně jako většina operačních systémů se Windows 9x skládá z jádra a paměti uživatelského prostoru. 

#### Uživatelský režim
Části uživatelského režimu systému Windows 9x se skládají ze tří subsystémů: subsystému Win16, subsystému Win32 a MS-DOS. 
Systém Windows 9x / Me vyčlenil dva bloky oblastí paměti 64 kB pro prostředky GDI a haldy. Spuštěním více aplikací, aplikací s četnými prvky GDI nebo spuštěním aplikací po dlouhou dobu by mohlo dojít k vyčerpání těchto oblastí paměti. Pokud by volné systémové prostředky klesly pod 10%, stal by se systém Windows nestabilním a pravděpodobně by došlo k selhání. 

#### Režim jádra
Části režimu jádra se skládají ze Správce virtuálních strojů (VMM), Správce instalačních systémů souborů (IFSHLP), Správce konfigurace a ve Windows 98 a novějších Správce ovladačů WDM (NTKERN).  Jako 32bitový operační systém je prostor virtuální paměti 4 GiB, rozdělený na nižší 2 GiB pro aplikace a horní 2 GiB pro jádro na proces.

## Zabezpečení
Windows 9x je navržen jako systém pro jednoho uživatele. Model zabezpečení je tedy mnohem méně účinný než model v systému Windows NT. Jedním z důvodů je souborový systém FAT (včetně FAT12 / FAT16 / FAT32), což jsou jediné systémy, které Windows 9x oficiálně podporuje, ačkoli Windows NT také podporuje FAT12 a FAT16 (ale ne FAT32) a Windows 9x lze rozšířit o čtení a zapisovat svazky NTFS pomocí ovladačů Instalovatelného systému souborů třetích stran. Systémy FAT mají velmi omezenou bezpečnost; každý uživatel, který má přístup k jednotce FAT, má také přístup ke všem souborům na této jednotce. Systémy souborů FAT neposkytují žádné seznamy řízení přístupu a šifrování na úrovni systému souborů, jako je NTFS. 
Některé operační systémy, které byly k dispozici ve stejnou dobu jako Windows 9x, jsou buď víceuživatelské, nebo mají více uživatelských účtů s různými přístupovými oprávněními, což umožňuje neměnné důležité systémové soubory (například obraz jádra) pod většinou uživatelských účtů. Ačkoliv operační systémy Windows 95 a novější nabízejí možnost mít profily pro více uživatelů, nemají žádnou koncepci přístupových oprávnění, což je činí zhruba rovnocennými operačnímu systému pro jednoho uživatele a jednoho účtu. To znamená, že jakýkoliv proces může upravovat všechny soubory v systému, které nejsou otevřené, kromě možnosti upravovat spouštěcí sektor a provádět další úpravy pevného disku nízké úrovně. To umožňuje virům a jinému tajně nainstalovanému softwaru integrovat se do operačního systému způsobem, který je běžným uživatelům obtížný detekovatelný nebo opravitelný. Podpora profilů v rodině Windows 9x je určena pouze pro pohodlí; pokud nejsou některé klíče registru změněny, systém je přístupný stisknutím tlačítka „Storno“ při přihlášení, i když všechny profily mají heslo. Výchozí přihlašovací dialogové okno systému Windows 95 také umožňuje vytváření nových uživatelských profilů bez nutnosti prvního přihlášení.
Uživatelé a software mohou odstraněním nebo přepsáním důležitých systémových souborů z pevného disku způsobit, že operační systém nebude fungovat.
Instalační software často nahradil a odstranil systémové soubory bez řádné kontroly. Toto vytvořilo jev často označovaný jako DLL peklo. Systém Windows Me zavedl ochranu systémových souborů a obnovení systému.